# Doce espías

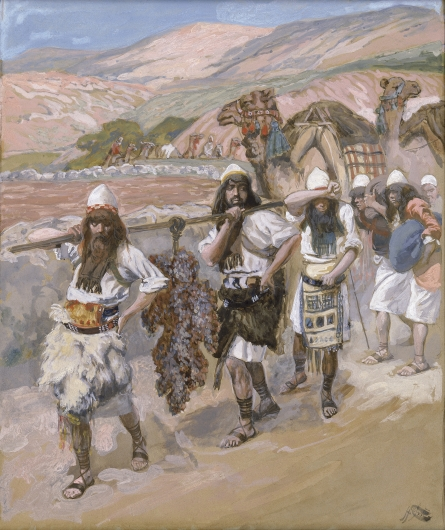
«Las uvas de Canaán», de James Tissot. Aunque los espías trajeron un racimo de uvas tan grande que hicieron falta dos hombres para llevarlo (Números 13:23), solo dos de los doce trajeron un buen informe sobre la tierra.

Los doce espías, según se recoge en el Libro de los Números, eran un grupo de jefes israelitas, uno de cada una de las Doce tribus, que fueron enviados por Moisés para explorar la tierra de Canaán durante 40 días como futuro hogar para el pueblo israelita, durante el tiempo en que los israelitas estaban en el desierto tras su Éxodo de Antiguo Egipto. El relato se encuentra en Números 13:1-33, y se repite con algunas diferencias en Deuteronomio 1:22-40.
Dios había prometido a Abraham que habría una Tierra Prometida para las naciones que descendieran de su hijo, Isaac. La tierra de Canaán que los espías debían explorar era la misma Tierra Prometida. Moisés pidió una evaluación de las características geográficas de la tierra, la fuerza y el número de la población, el potencial agrícola y el rendimiento real de la tierra, la organización cívica, si sus ciudades eran como campamentos o fortalezas, y las condiciones forestales. También les pidió que fueran positivos en sus perspectivas y que regresaran con muestras de los productos locales.
Cuando diez de los doce espías mostraron poca fe en los informes negativos que dieron sobre la tierra, estaban calumniando lo que creían que Dios les había prometido. No creían que Dios pudiera ayudarlos, y el pueblo en su conjunto se convenció de que no era posible tomar la tierra. Como resultado, toda la nación se vio obligada a vagar por el desierto durante 40 años, hasta que casi toda la generación de hombres murió.  Josué y Caleb fueron los dos espías que trajeron un buen informe y creyeron que Dios les ayudaría a tener éxito. Fueron los únicos hombres de su generación a los que se les permitió entrar en la Tierra Prometida después del tiempo de vagar.

## Acerca de los espías

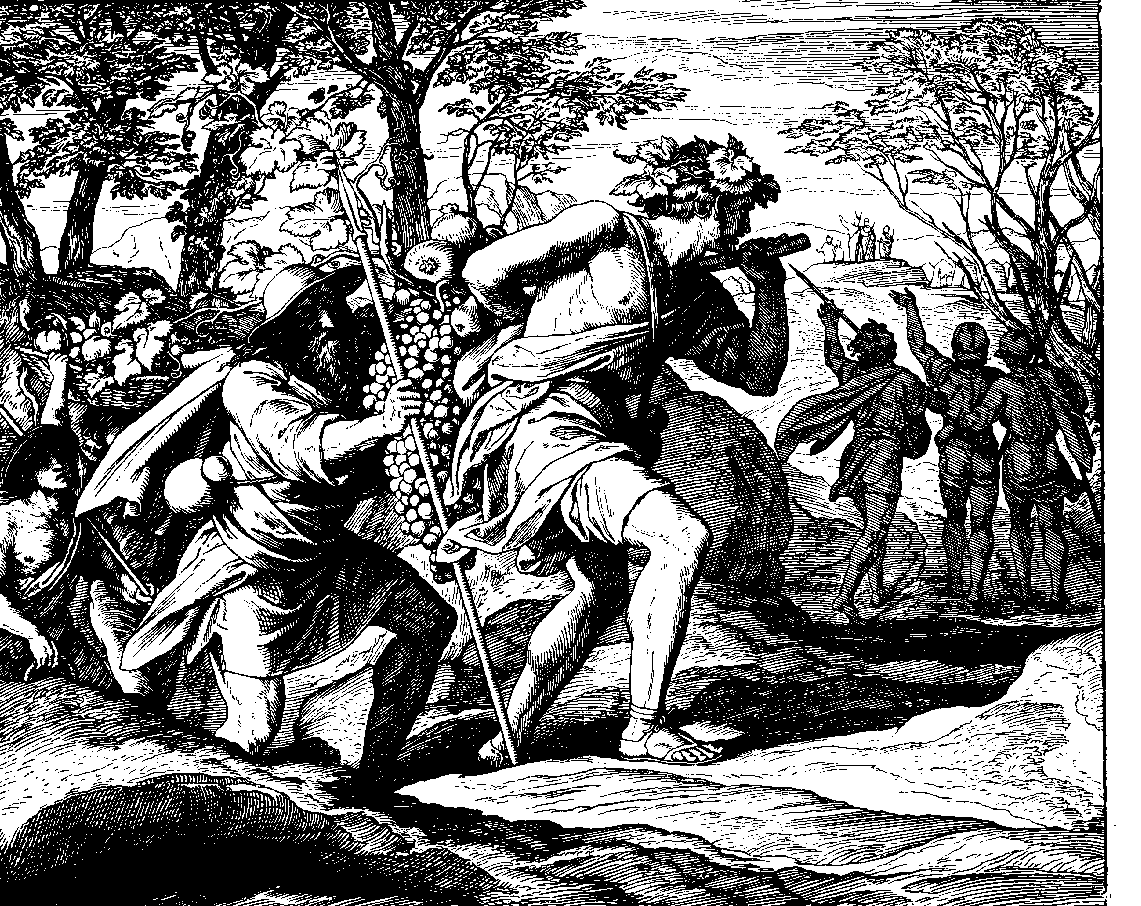
«El regreso de los espías», xilografía de 1860 de Julius Schnorr von Karolsfeld

Dios había prometido a los israelitas que podrían conquistar la tierra y a las naciones cananeas que la habitaban. Moisés ordenó a los espías que informaran sobre la agricultura y la configuración del terreno. Sin embargo, durante su recorrido, los espías vieron ciudades fortificadas y gigantes que los asustaron y les hicieron creer que los israelitas no podrían conquistar la tierra como Dios había prometido. Diez de los espías decidieron traer un informe sesgado, enfatizando la dificultad de la tarea que tenían ante sí.

Les dieron este informe a Moisés: «Fuimos a la tierra a la que nos enviaste, y es una tierra que mana leche y miel. Aquí están sus frutos. Pero los pueblos que la habitan son muy poderosos, y las ciudades son fortificadas y muy grandes. Incluso vimos allí descendientes de Anak

Dos de los espías, Josué y Caleb, no estuvieron de acuerdo con la mayoría e intentaron convencer a los israelitas de que podían conquistar la tierra:

Entonces Caleb hizo callar al pueblo delante de Moisés y dijo: «Subamos y tomemos posesión de la tierra, porque ciertamente podemos hacerlo..

Sin embargo, la comunidad israelita creyó en las conclusiones de la mayoría. Todos los espías, excepto Josué y Caleb, fueron azotados por una plaga y murieron.
Josué fue al principio un guerrero feroz. Fue elegido como representante de su tribu, Efraín, para explorar la tierra de Canaán, y estuvo de acuerdo con Caleb en que la Tierra Prometida podía ser conquistada. Tras el incidente con los doce espías, Josué vivió los cuarenta años de peregrinaje y fue nombrado sucesor de Moisés por orden de Dios. Josué completó la tarea de guiar a los israelitas a la Tierra Prometida y tomar posesión de ella. Josué también fue el líder en la renovación del pacto mosaico con su Dios.
Caleb era de la tribu de Judá. También fue elegido para explorar la tierra de Canaán y fue (junto con Josué) el otro hombre que dijo que el Dios de Israel podía ayudar al pueblo israelita a vencer a los cananeos. Dios prometió a Caleb y Josué que recibirían la tierra que habían explorado para ellos y sus descendientes. A Caleb también se le dijo que viviría para entrar en la Tierra Prometida.
Los nombres de los doce espías eran:
1. Shammua, hijo de Zaccur, de la tribu de Rubén
2. Shammua, hijo de Zaccur, de la tribu de Rubén
3. Caleb, hijo de Jephunneh, de la tribu de Judá
4. Igal, hijo de José, de la tribu de Isacar
5. Hoshea (Josué), hijo de Nun, de la tribu de Efraín
6. Palti, hijo de Raphu, de la tribu de Benjamín
7. Gaddiel, hijo de Sodi, de la tribu de Zabulón
8. Gaddi, hijo de Susi, de la tribu de Manasés
9. Ammiel, hijo de Gemalli, de la tribu de Dan
10. Setur, hijo de Miguel, de la tribu de Aser
11. Nahbi, hijo de Vofsi, de la tribu de Neftalí
12. Geuel, hijo de Maki, de la tribu de Gad

## Tisha B'Av
Según la tradición rabínica, el pecado de los espías dio lugar al día de ayuno anual de Tisha B'Av. Cuando los israelitas aceptaron el informe falso, lloraron por la falsa creencia de que Dios los estaba preparando para la derrota. La noche en que el pueblo lloró fue la novena de Av, que se convirtió en un día de llanto y desgracia para siempre.
Rashi, al comentar Números 13:25, señala que Dios acortó el viaje, ya que previó su caída y el castigo proporcional que les esperaba (1 día equivalía a 1 año).